# スアト・ハイリ・ウルギュプリュ
アリ・スアト・ハイリ・ウルギュプリュ（トルコ語：Ali Suat Hayri Ürgüplü、1903年8月13日 ‐ 1981年12月26日）は、トルコの政治家、法律家、外交官。第29代首相を務めた。

## 経歴
1903年8月13日にオスマン帝国のダマスカスに誕生する。父のウルギュプリュ・ハイリ・エフェンディは第一次世界大戦中にオスマン帝国の宗教相を務めたイスラム教神学者で、祖先には18世紀にオスマン帝国の大宰相を務めたネヴシェヒルリ・ダマト・イブラヒム・パシャがいる。ガラタサライ高校を卒業後、イスタンブール大学法学部に学び、1926年に卒業して官吏となる。トルコ・ギリシャ間の住民交換作業に従事し、1929年から1932年は商業裁判所に勤務した。
1939年にカイセリ選挙区選出のトルコ大国民議会議員となる。1947年にシュクリュ・サラジオウル内閣に租税・専売相として入閣。1950年に民主党所属議員として議会に復帰した。しかし1952年に議員を辞し、駐西ドイツ大使・駐イギリス大使・駐アメリカ合衆国大使・駐スペイン大使を務める。1961年に公正党から上院議員に選出され、上院議長となった。
1965年2月にイスメト・イノニュ内閣の連立崩壊を受けてジェマル・ギュルセル大統領から組閣を要請され、公正党を中心とした暫定連立内閣を組閣した。この内閣は議会の信任を経ておらず、10月の総選挙までの管理内閣であった。
その後、上院議員を1972年まで務めた。1981年12月26日にイスタンブールで死去した。